# نظریه روابط بین‌الملل
نظریه روابط بین‌الملل ((به انگلیسی: International relations theory)، (مخفف انگلیسی: IR theory)) به مطالعه نظری روابط بین‌الملل گفته می‌شود؛ که تلاش دارد چهارچوبی نظری را برای تجزیه و تحلیل روابط بین‌الملل ارائه کند. «اوله هالستی» نظریه‌های روابط بین‌الملل را به عینکی آفتابی تشبیه می‌کند که به بیننده اجازه می‌دهد تنها رویدادهای برجسته مربوط به نظریه را مشاهده کند. یک طرفدار واقع گرایی ممکن است به‌طور کامل رویدادی که یک سازه‌انگار، متعصبانه بر آن حمله می‌کند را نادیده بگیرد یا بالعکس. واقع گرایی، لیبرالیسم و سازه انگاری سه نظریه مشهور و مورد اقبال در روابط بین‌الملل می‌باشند.
نظریه‌های روابط بین‌الملل را می‌توان به دو دسته نظریه‌های «اثبات‌گرا/خردگرا»، که بر تحلیل‌های سطح دولت متمرکز است، و «پسااثبات‌گرا/بازتابی» که معانی بست یافته از امنیت را اعم از طبقه، با مفاهیمی همچون جنسیت و امنیت پسااستعمارگرایی ترکیب می‌کند، تقسیم کرد. بسیاری از نحله‌های فکری در نظریه روابط بین‌الملل نیز وجود دارند؛ از جمله سازه انگاری، نهادگرایی، مارکسیسم، نوگرامشیانیسم و غیره. با این حال، دو مکتب اثباتگرای اندیشه، رایج‌ترین آن‌ها محسوب می‌شوند: واقع گرایی و لیبرالیسم؛ هر چند به‌طور فزاینده‌ای، سازه انگاری در حال تبدیل شدن به جریان اصلی در روابط بین‌الملل می‌باشد.

## مقدمه
مطالعه روابط بین‌الملل به عنوان یک نظریه از کتاب‌های «بحران بیست ساله» اثر ای. اچ. کار که در سال ۱۹۳۹ منتشر شد و «سیاست میان ملت‌ها» اثر هانس جی. مورگنتا که در سال ۱۹۴۸ منتشر شد، آغاز گشت. روابط بین‌الملل به مثابه یک رشته پس از جنگ جهانی اول و با ایجاد یک کرسی روابط بین‌الملل در دانشگاه ولز در آبریستویث بنیان نهاده شد. پژوهشگران دوره‌های اولیه رشته روابط بین‌الملل در سال‌های میان دو جنگ جهانی بر جایگزینی نظام امنیت دسته جمعی به جای موازنه قدرت، متمرکز بود. این پژوهشگران بعدها به ایدئالیست معروف شدند. منتقدان اصلی این مکتب فکری در روابط بین‌الملل تحلیل‌های واقع گرا بودند که به وسیلهٔ ای. اچ. کار ارائه شد.
رویکردهای تبیینی و تکوینی در نظریه روابط بین‌الملل مواردی هستند که در هنگام طبقه‌بندی نظریه‌های روابط بین‌الملل به وجود می‌آید. نظریه‌های تبیینی (Explanatory theories) نظریه‌هایی هستند که جهان را به عنوان چیزی خارجی برای نظریه‌پردازی دربارهٔ آن می‌بینند. نظریه تکوینی (constitutive theory) نظریه‌ای است که معتقد است نظریه‌ها در واقع به ساخته شدن جهان کمک می‌کنند.

## واقع‌گرایی
واقع گرایی یا واقع گرایی سیاسی نظریه غالب در مطالعات روابط بین‌الملل از آغاز تا کنون بوده‌است. این نظریه ادعا می‌کند که بر یک سنت فکری قدیمی که شامل نویسندگانی همانند توسیدید، ماکیاولی، و هابز می‌شود تکیه دارد. واقع گرایی اولیه را می‌توان واکنشی در برابر تفکر ایدئالیستی در سال‌های بین دو جنگ جهانی دانست. وقوع جنگ جهانی دوم توسط واقعگرایان به عنوان شواهدی بر نقص تفکر ایدئالیستی فرض می‌شود.
تفکر واقع گرایانه در مطالعات روابط بین‌الملل دارای گرایش‌های فکری گوناگونی می‌باشد. با این حال دولت محوری (statism)، بقا (survival) و خودیاری (self-help) اصول اصلی این نظریه می‌باشد.

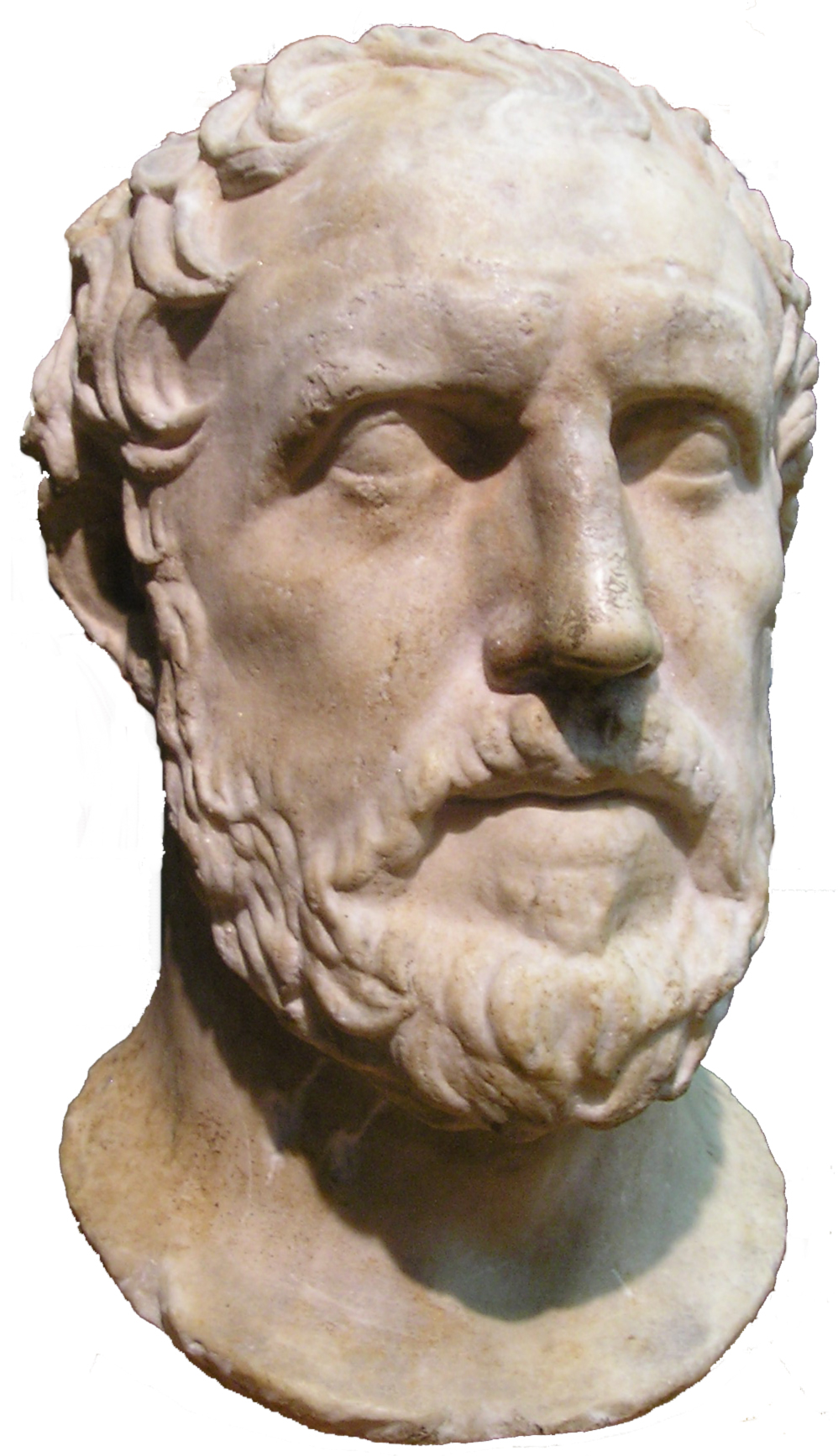
توسیدید نویسنده کتاب تاریخ جنگ پلوپونزی، به عنوان یکی از نخستین اندیشمندان واقع گرا در نظر گرفته می‌شود.

### نوواقع‌گرایی
نوواقع‌گرایی یا واقع‌گرایی ساختاری صورت توسعه یافته واقع‌گرایی است که توسط کنت والتز در کتاب نظریه سیاست بین‌الملل ارائه شد. نظریه والتز البته تنها یکی از شاخه‌های نوواقع‌گرایی محسوب می‌شود. جوزف گریکو نیز تفکر نوواقع‌گرایانه را با انواع نوواقع‌گرایی سنتی تلفیق کرد. این شاخه از نظریه گاهی «واقع گرایی مدرن» نامیده می‌شود.
والتز معتقد است که تأثیرات ساختار نیز می‌بایست در توضیح رفتار دولت در نظر گرفته شود.
از نظر وی ساختار به دو گونه تعریف می‌شود: الف) اصل نظم دهنده نظام بین‌الملل که همان آنارشی است، و ب) توزیع توانایی‌ها درمیان واحدها. والتز همچنین تأکید واقع‌گرایی سنتی بر قدرت نظامی را به چالش کشید و به‌جای آن قدرت را در ترکیبی از توانایی‌های دولت تعریف کرد.

## لیبرالیسم

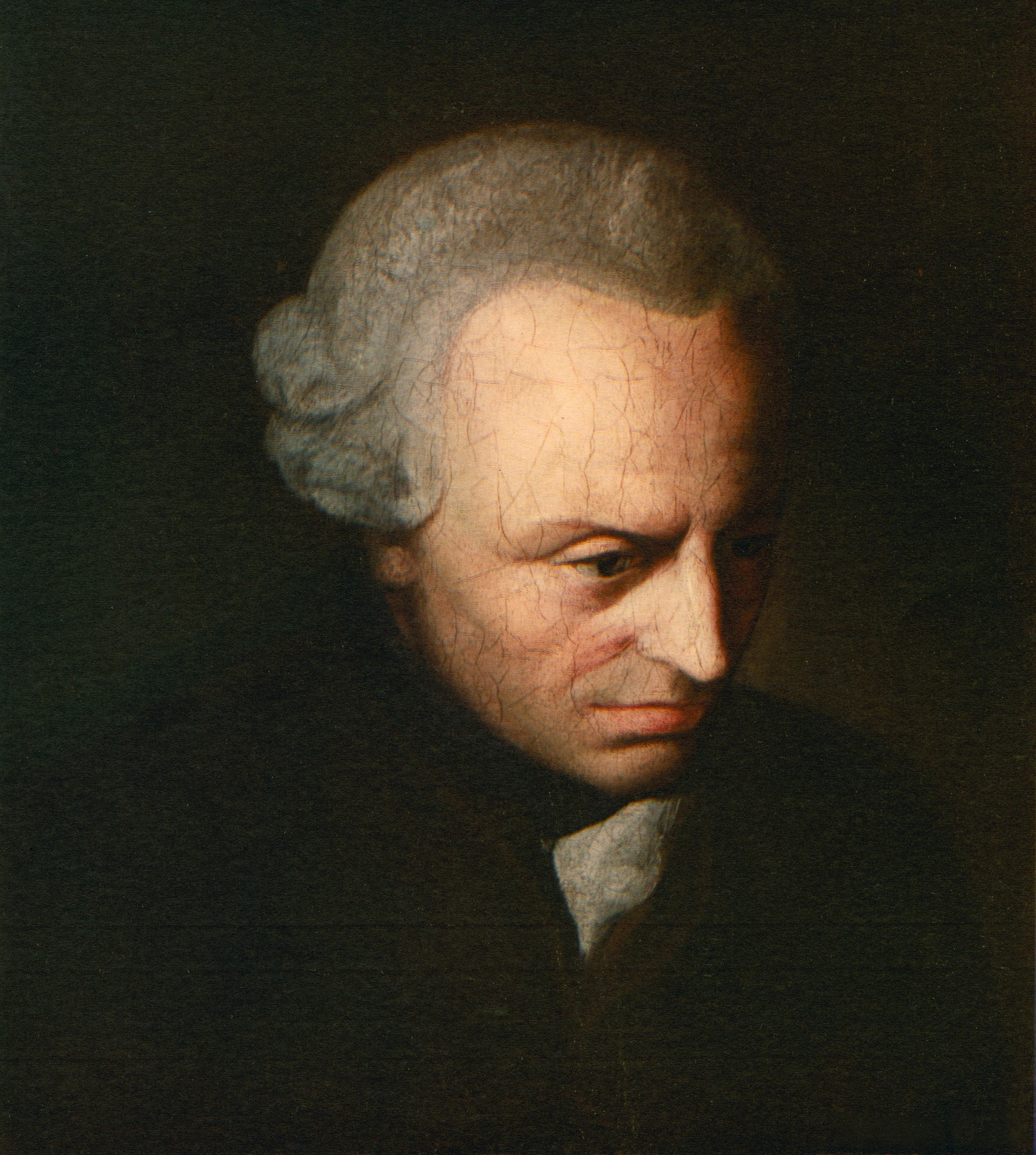
فیلسوف سرشناس آلمانی در عصر روشنگری و کارساز در فلسفه جدید

### نولیبرالیسم
نولیبرالیسم، نهادگرایی لیبرال یا نهادگرایی نولیبرال شکل توسعه یافته‌ای از تفکر لیبرال است. استدلال آن این است که نهادهای بین‌المللی می‌توانند اجازه دهند، ملل به شکل موفقیت‌آمیزی در نظام بین‌الملل همکاری کنند.

## نظریه دولت کارتل
نظریه دولت کارتل در روابط بین‌الملل از یک نظریه نهادگرای اقتصادی قدیمی، نظریه کارتل‌های خصوصی یا سرمایه‌گذاری، مشتق شده‌است. این نظریه پس زمینه‌ای آلمانی دارد، زیرا آلمان سابقاً سرزمین کارتل‌های اقتصادی توسعه یافته بزرگ و همچنین سرزمین مادری نظریه کلاسیک کارتل بوده‌است. نظریه دولت کارتل از ترکیبی از روش‌های مختلف، از ارزیابی داده‌ها به شکل پوزیتویستی گرفته تا تجزیه و تحلیل اقتصادی-اجتماعی انتقادی یا روش‌های بازتابی همانند انتقاد از تفکر و ایدئولوژی، استفاده می‌کند. در میان سایر نظریه‌های روابط بین‌الملل، نظریه دولت کارتل دارای بیشترین اشتراک با کارکردگرایی در روابط بین‌الملل است. نظریه دولت کارتل کمی بیشتر از نظریه کارکردگرایی، بر نظریه سازمان‌های بین‌المللی تمرکز کرده‌است.

## پساساختارگرایی
پساساختارگرایی از اغلب رویکردهای دیگر به سیاست بین‌الملل متمایز است، چرا که خود را یک نظریه، مکتب یا پارادایم نمی‌داند که تنها ارائه‌کننده یک زمینه از موضوع اصلی باشد. پساساختارگرایی رویکرد یا نگرشی است که در پی نقد به شیوه به‌خصوصی می‌باشد. پساساختارگرایی نقد را به مثابه عملی ذاتاً مثبت می‌بیند که در پی فراهم کردن امکان پیگیری جایگزین‌ها است.

## پست مدرنیسم
روش‌های پست مدرن در روابط بین‌الملل نقدهای فراروایت هستند و ادعاهای سنتی روابط بین‌الملل مبنی بر حقیقت و بی‌طرفی را تقبیح می‌کند.

## پسااستعمارگرایی
مطالعات پسااستعماری روابط بین‌الملل حوزه‌ای غیراصلی از روابط بین‌الملل است که رویکرد نظریه انتقادی به روابط بین‌الملل را فرض قرار می‌دهد. پسااستعمارگرایی بر تداوم اشکال استعماری قدرت و ادامه وجود نژادپرستی در سیاست‌های جهانی متمرکز است.

## دیدگاه‌های تکاملی
دیدگاه‌های تکاملی، همانند روانشناسی تکاملی، برای کمک به توضیح ویژگی‌های بسیاری از روابط بین‌الملل استدلال می‌کنند. انسان‌های در محیط‌های اجدادی خود در یک کشور زندگی نمی‌کنند، و احتمالاً به ندرت با گروه‌های خارج از یک منطقه محلی تعامل دارند. با این حال، انواعی از مکانیسم‌های روانی تکامل یافته، به ویژه آن‌هایی که برای تعامل با فعل و انفعالات میان گروهی هستند، در تلاشند که بر روابط بین‌الملل معاصر تأثیرگذار باشند. این‌ها عبارتند از مکانیسم‌های تکامل یافته برای تبادل اجتماعی، فریب و تشخیص فریب، درگیری‌های وضعیت، رهبری، تمایز و تعصبات درون گروهی و برون گروهی، ائتلاف‌ها و خشونت. مفاهیم تکاملی همانند «تناسب تجمعی» (به انگلیسی: Inclusive Fitness) ممکن است به توضیح محدودیت‌های ظاهری یک مفهوم همانند خودخواهی (به انگلیسی: Egotism) که از اهمیتی اساسی برای واقع گرایان و نظریه انتخاب عقلانی در نظریه‌های روابط بین‌الملل برخوردار است، کمک کند.

## پی‌نوشت‌ها
1. ↑  http://www.irtheory.com/
2. ↑  Snyder, Jack, 'One World, Rival Theories, Foreign Policy, 145 (November/December 2004), p.52
3. ↑  Reus-Smit, Christian. "Constructivism." Theories of International Relations, ed. Scott Burchill … [et al.], pp.209, 216. Palgrave, 2005.
4. ↑  Burchill, Scott and Linklater, Andrew "Introduction" Theories of International Relations, ed. Scott Burchill … [et al.], p.1. Palgrave, 2005.
5. ↑  Burchill, Scott and Linklater, Andrew "Introduction" Theories of International Relations, ed. Scott Burchill … [et al.], p.6. Palgrave, 2005.
6. ↑  Burchill, Scott and Linklater, Andrew "Introduction" Theories of International Relations, ed. Scott Burchill … [et al.], p.7. Palgrave, 2005.
7. ↑  Smith,Owens, "Alternative approaches to international theory", "The Globalisation of World Politics", Baylis, Smith and Owens, OUP, 4th ed p176-177
8. ↑  ذاکریان، مهدی و دیگران، (۱۳۹۰)، «اخلاق و روابط بین‌الملل»، تهران: دانشگاه امام صادق (ع).
9. ↑  http://www.iep.utm.edu/polreal/
10. 1 2  Dunne, Tim and Schmidt, Britain, The Globalisation of World Politics, Baylis, Smith and Owens, OUP, 4th ed, p
11. ↑  See Forde, Steven,(1995), 'International Realism and the Science of Politics:Thucydides, Machiavelli and Neorealism,' International Studies Quarterly 39(2):141-160
12. ↑  http://www.oup.com/uk/orc/bin/9780199298334/dunne_chap04.pdf
13. ↑  Lamy,Steven, Contemporary Approaches:Neo-realism and neo-liberalism in "The Globalisation of World Politics, Baylis, Smith and Owens, OUP, 4th ed,p127
14. ↑  Lamy, Steven, "Contemporary mainstream approaches: neo-realism and neo-liberalism", The Globalisation of World Politics, Smith, Baylis and Owens, OUP, 4th ed, pp.127-128
15. ↑  Sutch, Peter, Elias, 2006, Juanita, International Relations: The Basics, Routledge p.11
16. ↑  Dornelles, F.K. (2010), Postmodernism and IR: From Disparate Critiques to a
Coherent Theory of Global Politics, Global Politics Network available at https://web.archive.org/web/20120328002625/http://asrudiancenter.files.wordpress.com/2010/01/krause_dornelles1.pdf
17. ↑  Baylis, Smith and Owens, The Globalisation of World Politics, OUP, 4th ed, p187-189
18. ↑  Bradley A. Thayer. Darwin and International Relations: On the Evolutionary Origins of War and Ethnic Conflict. 2004. University Press of Kentucky.
19. ↑  Bradley A. Thayer. Darwin and International Relations Theory: Improving Theoretical Assumptions of Political Behavior. 2010. Prepared for Presentation at the 60th Political Studies Association Annual Conference Edinburgh, Scotland. http://www.psa.ac.uk/journals/pdf/5/2010/1024_897.pdf بایگانی‌شده  در ۶ مارس ۲۰۱۳ توسط بایگانی اینترنت بریتاینا